# Тријалетски масив
Тријалетски масив (груз. თრიალეთის ქედი) се налази у Грузији и део је планинског венца Мали Кавказ. Простире се од Тбилисија до Боржомија, уз десну обалу реке Куре и чини вододелницу међу басенима њених притока Храми и Гуджаретисцкали.

## Локација
Тријалетски масив одваја средњи ток реке Куре од басена горњег тока реке Храми, у том делу се уздижу врхови Каракар и Арджевани и постепено се снижавају ка истоку. Последње узвишење се пружа у близини Тбилисија. Од запада ка истоку пружа се дуж реке Куре, од села Минадзе на западу до ушћа реке Арагви у Куру код Мцхете на истоку.
Дужина планинског венца износи око 150 – 200 km, а просечна ширина је износи око 30 km. Највиши врх је Шави-Клде (Црна стена) висине 2850 m. Други врхови овог планинског масива су Саквелосмта (2803 m), Арджевани (2757 m), Ортатави (2513 m), Кенчакаро (2320 m), Кваджвари (2280 m).
Православни манастир Кватахеви је изграђен на ободу Тријалетског масива, у региону Унутрашњи Картли. Манастир се налази у клисури реке Кавтура, близу до села Кавтишеви и носи назив Успење Богородице. Недалеко од њега се налази град Каспи.

## Геологија
Масив се састоји од седиментних и еруптивних стена. У неким местима постоји локална магнетска аномалија. У западном делу масива магнетна деклинација је од −16 до +40 степени. У истом делу има доста термалних извора, посебно на северној падини.

## Вегетација
На југу, централни део Тријалетског масива граничи се са Џавахетским планинама, које због сурове климе називају „Грузински Сибир“. Ово суседство утиче на климу масива, па тако и на разноликост вегетације у различитим деловима масива. На западном делу масива, горња граница шума достиже до 2000 м надморске висине, а на источном - до 1600 м. У неким деловима, климатски и геолошки састав планине доприноси развоју ксерофитних биљака, прилагођених животу на сушним местима.
Густе листопадне, четинарске и мешовите шуме расту само на северним падинама. Најчешће врсте дрвећа које се срећу су: храст, бука, граб, јела, бор и смрча. На јужним падинама нема шума. Ту су заступљене субалпске и алпске ливаде.